# وست‌مونت (کالیفرنیا)
وست‌مونت (به انگلیسی: Westmont) یک منطقهٔ مسکونی در ایالات متحده آمریکا است که در شهرستان لس‌آنجلس، کالیفرنیا واقع شده‌است. وست‌مونت ۴٫۷۸۵ کیلومتر مربع مساحت و ۳۱٬۸۵۳ نفر جمعیت دارد و ۶۶ متر بالاتر از سطح دریا واقع شده‌است.